# Římskokatolická farnost Český Rudolec
Římskokatolická farnost Český Rudolec je územní společenství římských katolíků v rámci telčského děkanství brněnské diecéze s farním kostelem Narození svatého Jana Křtitele.

## Historie farnosti
První písemná zmínka o vsi je z roku 1343. Farní kostel pochází z poloviny osmnáctého století.

## Duchovní správci
Farnost spravují karmelitáni. Administrátorem excurrendo byl od 1. července 2006 P. Mgr. Serafim Jan Smejkal, OCarm. 1. března 2025 se stal administrátorem farnosti P. Mgr. Antonín Marek Příkaský, OCarm.

## Bohoslužby
| Kostel - kaple               | Místo         | Bohoslužba (den)                                                         | Hodina                              | Poznámka        |
| ---------------------------- | ------------- | ------------------------------------------------------------------------ | ----------------------------------- | --------------- |
| Narození sv. Jana Křtitele   | Český Rudolec | neděle středa                                                            | 9.30 18.00                          | farní kostel    |
| sv. Jana Nepomuckého         | Nová Ves      | 16. května (připadne-li na neděli, mše sv. je v sobotu)                  | 18.00                               | kaple           |
| Nejsvětějšího Srdce Ježíšova | Dolní Radíkov | v den slavnosti Nejsvětějšího Srdce Ježíšova (10. pátek po Velikonocích) | 18.00                               | kaple           |
| Povýšení sv. Kříže           | Český Rudolec | 14. září                                                                 | v neděli 9.30 ve všední den v 18.00 | kaple           |
| Povýšení sv. Kříže           | Český Rudolec | 2. listopadu                                                             | v neděli 9.30 ve všední den v 16.00 | hřbitovní kaple |

Výjimky:

### Bohoslužba není
- v neděli o pouti v Matějovci, zpravidla 1. neděle v červenci (za příhodného počasí vycházíme pěšky do Matějovce cca v 8.30)
- v neděli o tzv. Velké pouti v Kostelním Vydří (neděle po 16. červenci) bohoslužba není
- výjimečně se může bohoslužba ve středu nekonat vůbec nebo být přesunuta na jiný den

### Jiný den, čas nebo místo konání
- hlavní výjimky jsou uvedeny v tabulce
- je-li v týdnu významný svátek nebo slavnost, bohoslužba je slavena v ten den, středeční bohoslužba odpadá

## Aktivity ve farnosti
Dnen vzájemných modliteb farností za bohoslovce a bohoslovců za farnosti brněnské diecéze a Adorační den připadá na 10. leden.
Ve farnosti se každoročně koná tříkrálová sbírka. V roce 2017 se při sbírce vybralo v obcích farnosti 22 865 korun.